# Jutowie

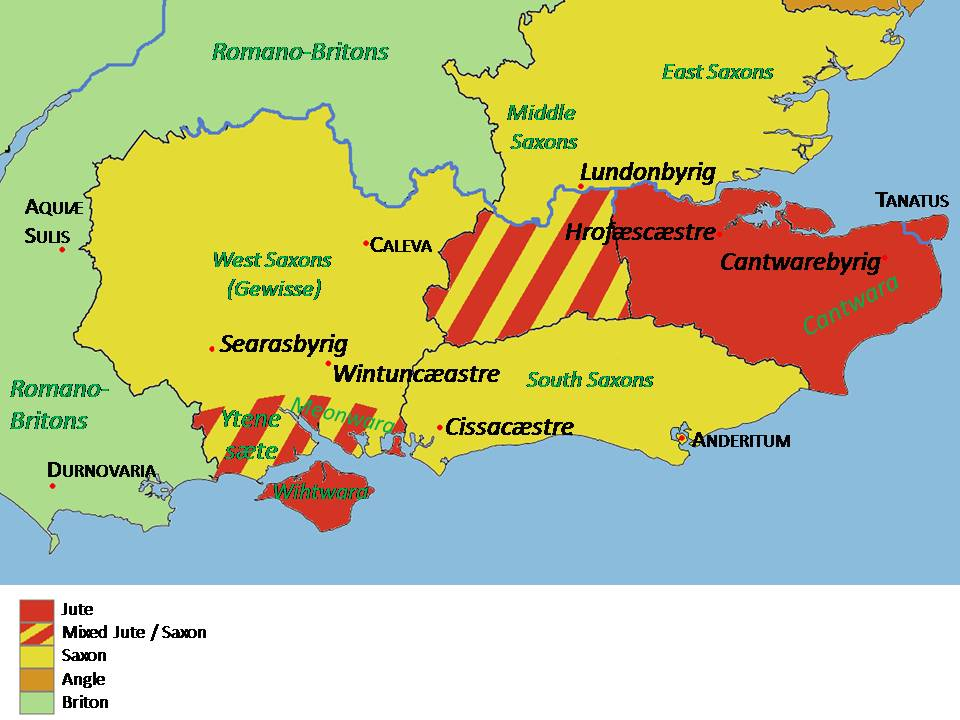
Osadnictwo Jutów w Anglii (kolor czerwony).

Jutowie – lud germański  (północnogermański lub zachodniogermański) osiadły pierwotnie w północnej i środkowej części Półwyspu Jutlandzkiego. W połowie V wieku, część Jutów zasiedliła południowo-wschodnią Anglię (Kent), reszta współtworzyła w późniejszych wiekach naród duński.